# Bacino di Votkinsk
Il bacino di Votkinsk (in russo Воткинское водохранилище?, Votkinskoe vodochranilišče) è un bacino artificiale nella Russia europea (Territorio di Perm' e Udmurtia), creato sul fiume Kama nel 1964. 
La sua esistenza è dovuta alla costruzione della diga della centrale idroelettrica costruita nei pressi della cittadina di Čajkovskij (la città da cui trae il nome si trova invece qualche decina di chilometri più a nord della diga). Il bacino si estende lungo la Kama da Čajkovskij fino a Perm' formando lunghe baie alla foce dei maggiori affluenti. L'invaso, lungo 365 km e con una larghezza massima di 9 km, ha una superficie di 1 120 km², una profondità media di 8,4 m e, conseguentemente, un volume d'acqua di 9,7 km³.
I maggiori tributari del bacino sono: Kama, Tulva, Očër, Las'va, Gajva, Nytva, Sjuz'va, Muljanka e Polomka. Sulle rive del bacino si trovano le città di Perm', Čajkovskij, Krasnokamsk, Osa, Nytva, Ural'skij, Ochansk, Novyj e altri insediamenti minori.